# Martin Bader (Triathlet)
Martin Bader (* 25. März 1992 in Dornbirn) ist ein ehemaliger österreichischer Triathlet und U23-Staatsmeister Triathlon (2014).

## Werdegang
Martin Bader war beim Schwimmclub Dornbirn im Schwimmsport aktiv, bevor er im Alter von zehn Jahren bei seinem ersten Triathlon startete. Sein Vater ist Präsident des Vorarlberger Triathlon-Verbandes. Auch seine Schwester Daniela ist als Triathletin aktiv.

### U23-Staatsmeister Triathlon Kurzdistanz 2014
2014 wurde der Vorarlberger U23-Staatsmeister Triathlon.
Bader startet im Triathlon bei Rennen auf der olympischen Distanz (1,5 km Schwimmen, 40 km Radfahren und 10 km Laufen).

Seit 2015 geht er auch auf der Mitteldistanz (1,9 km Schwimmen, 90 km Radfahren und 21,1 km Laufen) bei Ironman 70.3-Rennen an den Start. Im September 2016 konnte er in der Schweiz den Triathlon di Locarno auf der Mitteldistanz gewinnen. Im August 2017 wurde der 25-Jährige Zweiter beim Trans Vorarlberg Triathlon.
Im Juni 2021 wurde der 29-Jährige im Rahmen der Challenge Walchsee-Kaiserwinkl als zweitbester Österreicher Elfter bei der ETU-Europameisterschaft auf der Halbdistanz. Seit 2021 tritt Martin Bader nicht mehr international in Erscheinung.
Er wurde trainiert von Urs Ritter und lebt in Dornbirn.

## Sportliche Erfolge
| Datum/Jahr    | Rang | Wettbewerb                                             | Austragungsort  | Zeit     | Bemerkung |
| ------------- | ---- | ------------------------------------------------------ | --------------- | -------- | --- |
| 8. Aug. 2021  | 11   | Ironman 70.3 Switzerland                               | Rapperswil-Jona | 03:54:46 | |
| 11. Juli 2021 | 2    | Trans Vorarlberg Triathlon                             | Rankweil        | 01:49:33 | auf der olympischen Distanz; Vorarlberger Landesmeister                                                                        |
| 21. Juni 2021 | 11   | ETU Middle Distance Triathlon European Championships   | Walchsee        | 03:47:10 | ETU-Europameisterschaft auf der Halbdistanz bei der Challenge Walchsee-Kaiserwinkl; persönliche Bestzeit auf der Mitteldistanz |
| 22. Juli 2018 | 16   | T3-Triathlon                                           | Düsseldorf      | 00:57:35 | |
| 1. Juli 2018  | 16   | T3-Triathlon Düsseldorf                                | Düsseldorf      |          | Deutsche Meisterschaft Sprintdistanz                                                                                           |
| 27. Mai 2018  | 10   | Ironman 70.3 Austria                                   | St. Pölten      | 04:02:47 | |
| 26. Aug. 2017 | 2    | Trans Vorarlberg Triathlon                             | Bregenz         |          | |
| 21. Mai 2017  | 8    | Ironman 70.3 Austria                                   | St. Pölten      | 04:08:29 | als schnellster Schwimmer |
| 5. Sep. 2016  | 1    | Triathlon di Locarno                                   | Locarno         | 03:53:09 | |
| 10. Juli 2016 | 21   | Ironman 70.3 Jönköping                                 | Jönköping       | 04:14:04 | bei der Erstaustragung |
| 26. Juni 2016 | 13   | T3-Triathlon Düsseldorf                                | Düsseldorf      | 00:53:51 | Deutsche Meisterschaft Sprintdistanz                                                                                           |
| 5. Juni 2016  | 7    | Ironman 70.3 Switzerland                               | Rapperswil-Jona | 04:00:16 | |
| 22. Mai 2016  | 9    | Ironman 70.3 Austria                                   | St. Pölten      | 04:07:17 | als zweitbester Österreicher hinter Paul Reitmayr                                                                              |
| 20. Sep. 2015 | 15   | Ironman 70.3 Lanzarote                                 | Lanzarote       | 04:37:49 | [ 2 ] |
| 7. Juni 2015  | 14   | Ironman 70.3 Switzerland                               | Rapperswil-Jona |          | |
| 17. Mai 2015  | 11   | Ironman 70.3 Austria                                   | St. Pölten      | 04:11:02 | als schnellster Schwimmer |
| 19. Juli 2014 | 5    | ÖTRV Staatsmeisterschaft Triathlon Kurzdistanz         | Obertrum        | 02:10:01 | beim Trumer Triathlon Staatsmeisterschaft über die olympische Distanz.                                                         |
| 2014          | 1    | ÖTRV Staatsmeisterschaft Triathlon U23                 | Wien            |          | Staatsmeister U23 |
| 29. Juni 2013 | 25   | ETU Short Distance Triathlon European Championship U23 | Rijssen-Holten  | 01:54:41 | bei der U23-Europameisterschaft Triathlon hinter dem Schweizer Sieger Florin Salvisberg                                        |
| 8. Juni 2013  | 17   | ITU Sprint Triathlon European Cup                      | Cremona         | 00:57:33 | als bester Österreicher |
| 9. Sep. 2011  | 28   | ITU Triathlon World Championship Junior Men            | Peking          | 00:58:38 | Junioren-Weltmeisterschaft (750 m Schwimmen, 20,9 km Radfahren und 5,4 km Laufen)                                              |
| 2009          | 1    | ÖTRV Staatsmeisterschaft Triathlon                     | Innsbruck       | 01:16:09 | Staatsmeister im Team-Bewerb beim Innsbrucker Triathlonmeeting – zusammen mit Peter Schoissengeier und Paul Reitmayr           |

| Datum/Jahr    | Rang | Wettbewerb        | Austragungsort | Zeit     | Bemerkung                             |
| ------------- | ---- | ----------------- | -------------- | -------- | ------------------------------------- |
| 24. Apr. 2016 | 3    | Rheintal Duathlon | Marbach        | 00:51:50 | bei der 10. Austragung                |
| 26. Apr. 2015 | 9    | Rheintal Duathlon | Marbach        | 00:51:42 | hinter dem Sieger Ronnie Schildknecht |
| 27. Apr. 2014 | 3    | Rheintal Duathlon | Marbach        | 00:51:50 |                                       |
| 29. Apr. 2012 | 10   | Rheintal Duathlon | Marbach        | 00:55:21 |                                       |